# Мирное (Лиманский район)
Ми́рное (укр. Мирне, до 2016 года Дзержи́нское) — посёлок в Лиманской городской общине Краматорского района Донецкой области Украины.

## Общие сведения
Население по переписи 2001 года составляло 18 человек.  Почтовый индекс — 84440. Телефонный код — 6261.